# Elecciones regionales de Huánuco de 2014
Las elecciones regionales de Huánuco de 2014 se llevaron a cabo el 5 de octubre de 2014 para elegir al presidente regional, al vicepresidente regional y al Consejo Regional para el periodo 2015-2018. La elección se celebró simultáneamente con elecciones regionales y municipales (provinciales y distritales) en todo el Perú. La segunda vuelta regional se llevó a cabo el 7 de diciembre de 2014.

## Sistema electoral
El Gobierno Regional de Huánuco es el órgano administrativo y de gobierno del departamento de Huánuco. Está compuesto por el presidente regional, el vicepresidente regional y el Consejo Regional.
La votación se realiza en base al sufragio universal, que comprende a todos los ciudadanos nacionales mayores de dieciocho años, empadronados y residentes en el departamento de Huánuco y en pleno goce de sus derechos políticos.
El presidente y vicepresidente regional son elegidos por sufragio directo. Para que un candidato sea proclamado ganador debe obtener no menos de 30 % de votos válidos. En caso ningún candidato logre ese porcentaje en la primera vuelta electoral, los dos candidatos más votados participan en una segunda vuelta o balotaje.
El Consejo Regional de Huánuco está compuesto por 14 consejeros elegidos por sufragio directo para un período de cuatro (4) años. La votación es por lista cerrada y bloqueada. Cada provincia del departamento de Huánuco constituye una circunscripción electoral. Se asigna a la lista ganadora los escaños según el método d'Hondt. La distribución y el número de consejeros regionales es la siguiente:
| Circunscripción                                                                         | Escaños | Mapa |
| --------------------------------------------------------------------------------------- | ------- | ---- |
| Huamalíes(+1), Pachitea(+1) y Puerto Inca(–1)                                           | 2       |      |
| Ambo, Dos de Mayo, Huacaybamba, Huánuco, Lauricocha, Leoncio Prado, Marañón y Yarowilca | 1       |      |

## Composición del Consejo Regional de Huánuco
La siguiente tabla muestra la composición del Consejo Regional de Huánuco antes de las elecciones.
| Partidos | Partidos                                               | Consejeros |
| -------- | ------------------------------------------------------ | ---------- |
|          | Movimiento Político Hechos y No Palabras               | 6          |
|          | Somos Perú                                             | 3          |
|          | Movimiento Independiente Regional Luchemos por Huánuco | 2          |
|          | Acción Popular                                         | 2          |

## Partidos y candidatos
A continuación se muestra una lista de los principales partidos y alianzas electorales que participaron en las elecciones:
| Candidatura | Candidatura | Partidos y alianzas                                                  | Candidato | Candidato                       | Ideología                                                          | Resultado previo | Resultado previo | Ref. |
| Candidatura | Candidatura | Partidos y alianzas                                                  | Candidato | Candidato                       | Ideología                                                          | Votos (%)        | Con.             | Ref. |
| ----------- | ----------- | -------------------------------------------------------------------- | --------- | ------------------------------- | ------------------------------------------------------------------ | ---------------- | ---------------- | ---- |
|             | SP          | Lista - Somos Perú (SP)                                              |           | Jesús Giles Alipazaga           | Democracia cristiana Conservadurismo social                        | 29.29%           | 3                |      |
|             | HNP         | Lista - Movimiento Político Hechos y No Palabras (HNP)               |           | Cayo Rojas Rivera               | Regionalismo huanuqueño                                            | 25.64%           | 6                |      |
|             | LxH         | Lista - Movimiento Independiente Regional Luchemos por Huánuco (LxH) |           | Luzmila Templo Condeso          | Regionalismo huanuqueño                                            | 12.04%           | 2                |      |
|             | AR          | Lista - Auténtico Regional (AR)                                      |           | Marcelino Yupa Esteban          | Regionalismo huanuqueño                                            | 11.09%           | 0                |      |
|             | AP          | Lista - Acción Popular (AP)                                          |           | Fortunato Ramos Lavado          | Partido atrapalotodo                                               | 7.73%            | 2                |      |
|             | P           | Lista - Movimiento Político Frente Amplio Regional Paisanocuna (P)   |           | John Romero Lloclla             | Regionalismo huanuqueño                                            | 6.04%            | 0                |      |
|             | APP         | Lista - Alianza para el Progreso (APP)                               |           | Alberto Vélez de Villa Figueroa | Liberalismo económico Conservadurismo liberal Populismo de derecha | 2.47%            | 0                |      |
|             | UPP         | Lista - Unión por el Perú (UPP)                                      |           | Joel Cruz Gutiérrez             | Nacionalismo de izquierda Socialdemocracia                         | Nuevo            | Nuevo            |      |
|             | FP          | Lista - Fuerza Popular (FP)                                          |           | Karina Beteta Rubín             | Fujimorismo Conservadurismo social Populismo de derecha            | Nuevo            | Nuevo            |      |
|             | VP          | Lista - Vamos Perú (VP)                                              |           | Jovino Huerta Ayala             | Populismo Socialdemocracia                                         | Nuevo            | Nuevo            |      |
|             | FDR         | Lista - Frente Democrático Regional (FDR)                            |           | Luis Nieva Rojas                | Regionalismo huanuqueño                                            | Nuevo            | Nuevo            |      |
|             | MIDE        | Lista - Movimiento Integración Descentralista (MIDE)                 |           | Rubén Alva Ochoa                | Regionalismo huanuqueño                                            | Nuevo            | Nuevo            |      |
|             | ARI         | Lista - Avanzada Regional Independiente Unidos por Huánuco (ARI)     |           | Luis Picón Quedo                | Regionalismo huanuqueño                                            | Nuevo            | Nuevo            |      |

## Sondeos de opinión
La siguiente tabla enumera las estimaciones de la intención de voto en orden cronológico inverso, mostrando las más recientes primero y utilizando las fechas en las que se realizó el trabajo de campo de la encuesta. Cuando se desconocen las fechas del trabajo de campo, se proporciona la fecha de publicación.
Leyenda:
     Sondeo realizado en el periodo de prohibición legal de la difusión de sondeos de intención de voto.

### Balotaje

#### Intención de voto
La siguiente tabla enumera las estimaciones ponderadas (sin incluir votos en blanco y nulos) de la intención de voto.
|                               |                |     |      |      |      |  |  |  |  |  |
| Elecciones regionales de 2014 | 7 dic 2014     | —   | 68.3 | 31.7 | 36.6 |  |  |  |  |  |
|                               |                |     |      |      |      |  |  |  |  |  |
| Opinión I&C                   | 7 dic 2014     | ?   | 65.8 | 34.2 | 31.6 |  |  |  |  |  |
| IP Mercado                    | 7 dic 2014     | ?   | 67.0 | 33.0 | 34.0 |  |  |  |  |  |
| IP Mercado                    | 20–23 nov 2014 | 473 | 71.9 | 28.1 | 43.8 |  |  |  |  |  |

#### Preferencias de voto
La siguiente tabla enumera las preferencias de voto en bruto (incluyendo blancos, viciados y sin respuesta) y no ponderadas.
|                               |                |     |      |      |      |      |      |  |  |  |
| Elecciones regionales de 2014 | 7 dic 2014     | —   | 63.7 | 29.6 | 6.6  | –    | 34.1 |  |  |  |
|                               |                |     |      |      |      |      |      |  |  |  |
| Opinión I&C                   | 7 dic 2014     | ?   | 60.4 | 31.5 | 8.1  | –    | 28.9 |  |  |  |
| IP Mercado                    | 20–23 nov 2014 | 473 | 56.4 | 22.0 | 11.0 | 10.6 | 36.4 |  |  |  |

### Primera vuelta

#### Intención de voto
La siguiente tabla enumera las estimaciones ponderadas (sin incluir votos en blanco y nulos) de la intención de voto.
|                                       |                |     |      |      |      |      |     |      |  |  |
| Elecciones regionales de 2014         | 5 oct 2014     | —   | 30.0 | 18.4 | 15.5 | 10.4 | 6.2 | 11.6 |  |  |
|                                       |                |     |      |      |      |      |     |      |  |  |
| Ipsos Perú/América                    | 5 oct 2014     | ?   | 30.0 | –    | –    | –    | –   | ?    |  |  |
| Datum Internacional/Frecuencia Latina | 5 oct 2014     | ?   | 33.4 | 16.5 | 12.5 | 11.8 | –   | 16.9 |  |  |
| Opinión I&C                           | 5 oct 2014     | ?   | 35.1 | 18.1 | 16.0 | –    | –   | 17.0 |  |  |
| Ipsos Perú/América                    | 5 oct 2014     | ?   | 34.5 | 18.5 | 13.9 | –    | –   | 16.0 |  |  |
| Datum Internacional/Frecuencia Latina | 5 oct 2014     | ?   | 36.8 | 21.0 | –    | 10.5 | –   | 15.8 |  |  |
| Opinión I&C                           | 5 oct 2014     | ?   | 36.5 | 19.1 | 14.7 | 11.6 | 4.4 | 17.4 |  |  |
| Opinión I&C                           | 19–21 sep 2014 | 830 | 34.8 | 22.1 | 9.9  | 11.3 | 4.8 | 12.7 |  |  |
| Opinión I&C                           | 2–8 jul 2014   | 830 | 32.4 | 25.2 | 11.9 | 10.6 | 4.1 | 7.2  |  |  |

#### Preferencias de voto
La siguiente tabla enumera las preferencias de voto en bruto (incluyendo blancos, viciados y sin respuesta) y no ponderadas.
| Encuestadora/Medio            | Fecha          | Muestra | Rubén Alva | Luis Picón | Jesús Giles | John Romero | Cayo Rojas | B/V  | NS/NO | Dif. |  |  |  |
| ----------------------------- | -------------- | ------- | ---------- | ---------- | ----------- | ----------- | ---------- | ---- | ----- | ---- |  |  |  |
| Encuestadora/Medio            | Fecha          | Muestra |            |            |             |             |            |      |       |      |  |  |  |
| Elecciones regionales de 2014 | 5 oct 2014     | —       | 24.6       | 15.1       | 12.7        | 8.5         | 5.1        | 18.0 | –     | 9.5  |  |  |  |
|                               |                |         |            |            |             |             |            |      |       |      |  |  |  |
| Opinión I&C                   | 19–21 sep 2014 | 830     | 29.0       | 18.4       | 8.2         | 9.4         | 4.0        | 16.8 | –     | 10.6 |  |  |  |
| Opinión I&C                   | 2–8 jul 2014   | 830     | 28.7       | 22.3       | 10.5        | 9.4         | 3.6        | 11.5 | –     | 6.4  |  |  |  |

## Resultados

### Gobierno Regional de Huánuco
| Candidatos           | Candidatos                      | Partidos y coaliciones                                       | Primera vuelta 5 oct 2014 | Primera vuelta 5 oct 2014 | Balotaje 7 dic 2014 | Balotaje 7 dic 2014 |  |
| Candidatos           | Candidatos                      | Partidos y coaliciones                                       | Votos                     | %                         | Votos               | %                   |  |
| -------------------- | ------------------------------- | ------------------------------------------------------------ | ------------------------- | ------------------------- | ------------------- | ------------------- |  |
|                      | Rubén Alva Ochoa                | Movimiento Integración Descentralista (MIDE)                 | 99,389                    | 29.97                     | 210,017             | 68.26               |  |
|                      | Luis Picón Quedo                | Avanzada Regional Independiente Unidos por Huánuco (ARI)     | 61,138                    | 18.44                     | 97,661              | 31.74               |  |
|                      | Jesús Giles Alipazaga           | Somos Perú (SP)                                              | 51,383                    | 15.49                     |                     |                     |  |
|                      | John Romero Lloclla             | Movimiento Político Frente Amplio Regional Paisanocuna (P)   | 34,535                    | 10.41                     |                     |                     |  |
|                      | Cayo Rojas Rivera               | Movimiento Político Hechos y No Palabras (HNP)               | 20,601                    | 6.21                      |                     |                     |  |
|                      | Fortunato Ramos Lavado          | Acción Popular (AP)                                          | 13,738                    | 4.14                      |                     |                     |  |
|                      | Karina Beteta Rubín             | Fuerza Popular (FP)                                          | 12,365                    | 3.73                      |                     |                     |  |
|                      | Joel Cruz Gutiérrez             | Unión por el Perú (UPP)                                      | 12,199                    | 3.68                      |                     |                     |  |
|                      | Luzmila Templo Condeso          | Movimiento Independiente Regional Luchemos por Huánuco (LxH) | 10,931                    | 3.30                      |                     |                     |  |
|                      | Alberto Vélez de Villa Figueroa | Alianza para el Progreso (APP)                               | 5,996                     | 1.81                      |                     |                     |  |
|                      | Marcelino Yupa Esteban          | Auténtico Regional (AR)                                      | 5,657                     | 1.71                      |                     |                     |  |
|                      | Jovino Huerta Ayala             | Vamos Perú (VP)                                              | 2,042                     | 0.62                      |                     |                     |  |
|                      | Luis Nieva Rojas                | Frente Democrático Regional (FDR)                            | 1,644                     | 0.50                      |                     |                     |  |
|                      |                                 |                                                              |                           |                           |                     |                     |  |
| Total                | Total                           | Total                                                        | 331,618                   |                           | 307,678             |                     |  |
|                      |                                 |                                                              |                           |                           |                     |                     |  |
| Votos válidos        | Votos válidos                   | Votos válidos                                                | 331,618                   | 82.01                     | 307,678             | 93.38               |  |
| Votos en blanco      | Votos en blanco                 | Votos en blanco                                              | 36,810                    | 9.10                      | 3,051               | 0.93                |  |
| Votos nulos          | Votos nulos                     | Votos nulos                                                  | 35,926                    | 8.88                      | 18,756              | 5.69                |  |
| Votos emitidos       | Votos emitidos                  | Votos emitidos                                               | 404,354                   | 79.29                     | 329,485             | 64.61               |  |
| Abstenciones         | Abstenciones                    | Abstenciones                                                 | 105,641                   | 20.71                     | 180,510             | 35.39               |  |
| Votantes registrados | Votantes registrados            | Votantes registrados                                         | 509,995                   |                           | 509,995             |                     |  |
|                      |                                 |                                                              |                           |                           |                     |                     |  |
| Fuente:              |                                 |                                                              |                           |                           |                     |                     |  |

### Consejo Regional de Huánuco
| |                                                              |              |              |              |         |         |  |  |
| Partidos y coaliciones                                                                                  | Partidos y coaliciones                                       | Voto popular | Voto popular | Voto popular | Escaños | Escaños |  |  |
| Partidos y coaliciones                                                                                  | Partidos y coaliciones                                       | Votos        | %            | ±pp          | Total   | +/−     |  |  |
| | Movimiento Integración Descentralista (MIDE)                 | 77,090       | 24.60        | Nuevo        | 7       | +7      |  |  |
| | Avanzada Regional Independiente Unidos por Huánuco (ARI)     | 57,671       | 18.41        | Nuevo        | 5       | +5      |  |  |
| | Somos Perú (SP)                                              | 47,396       | 15.13        | –8.30        | 1       | –2      |  |  |
| | Movimiento Político Frente Amplio Regional Paisanocuna (P)1  | 30,060       | 9.59         | +2.23        | 1       | +1      |  |  |
| | Movimiento Político Hechos y No Palabras (HNP)               | 22,324       | 7.13         | –20.32       | 0       | –6      |  |  |
| | Acción Popular (AP)                                          | 16,949       | 5.41         | –3.31        | 0       | –2      |  |  |
| | Movimiento Independiente Regional Luchemos por Huánuco (LxH) | 15,639       | 4.99         | –6.63        | 0       | –2      |  |  |
| | Unión por el Perú (UPP)                                      | 13,832       | 4.41         | n/a          | 0       | ±0      |  |  |
| | Fuerza Popular (FP)                                          | 13,269       | 4.23         | Nuevo        | 0       | ±0      |  |  |
| | Alianza para el Progreso (APP)                               | 8,908        | 2.84         | +0.03        | 0       | ±0      |  |  |
| | Auténtico Regional (AR)                                      | 6,091        | 1.94         | –8.14        | 0       | ±0      |  |  |
| | Vamos Perú (VP)                                              | 2,240        | 0.71         | Nuevo        | 0       | ±0      |  |  |
| | Cuenta Conmigo (CC)                                          | 1,850        | 0.59         | Nuevo        | 0       | ±0      |  |  |
| |                                                              |              |              |              |         |         |  |  |
| Total                                                                                                   | Total                                                        | 313,319      |              |              | 14      | +1      |  |  |
| |                                                              |              |              |              |         |         |  |  |
| Votos válidos                                                                                           | Votos válidos                                                | 313,319      | 77.49        | +5.95        |         |         |  |  |
| Votos en blanco                                                                                         | Votos en blanco                                              | 56,311       | 13.93        | –5.92        |         |         |  |  |
| Votos nulos                                                                                             | Votos nulos                                                  | 34,724       | 8.59         | –0.02        |         |         |  |  |
| Votos emitidos                                                                                          | Votos emitidos                                               | 404,354      | 79.29        | –3.39        |         |         |  |  |
| Abstenciones                                                                                            | Abstenciones                                                 | 105,641      | 20.71        | +3.39        |         |         |  |  |
| Votantes registrados                                                                                    | Votantes registrados                                         | 509,995      |              |              |         |         |  |  |
| |                                                              |              |              |              |         |         |  |  |
| Fuente:                                                                                                 |                                                              |              |              |              |         |         |  |  |
| Notas al pie: 1 Comparado con los resultados de Frente Amplio Regional (FAR) en las elecciones de 2010. |                                                              |              |              |              |         |         |  |  |
| Notas al pie:                                                                                           |                                                              |              |              |              |         |         |  |  |
| 1 Comparado con los resultados de Frente Amplio Regional (FAR) en las elecciones de 2010.               |                                                              |              |              |              |         |         |  |  |

### Autoridades electas
| Cargo                                             | Autoridad electa | Autoridad electa               | Partido político | Partido político                                       |
| ------------------------------------------------- | ---------------- | ------------------------------ | ---------------- | ------------------------------------------------------ |
| Presidente Regional de Huánuco                    |                  | Rubén Alva Ochoa               |                  | Movimiento Integración Descentralista                  |
| Vicepresidenta Regional de Huánuco                |                  | Rosalía Storck Salazar         |                  | Movimiento Integración Descentralista                  |
| Consejero Regional de Huánuco (por Ambo)          |                  | Policarpo Echevarría Rodríguez |                  | Movimiento Integración Descentralista                  |
| Consejero Regional de Huánuco (por Dos de Mayo)   |                  | Fortunato Mayo Advíncula       |                  | Movimiento Integración Descentralista                  |
| Consejero Regional de Huánuco (por Huacaybamba)   |                  | William Bendezú Asencios       |                  | Avanzada Regional Independiente Unidos por Huánuco     |
| Consejera Regional de Huánuco (por Huamalíes)     |                  | Alicia Espinoza Jara           |                  | Movimiento Integración Descentralista                  |
| Consejero Regional de Huánuco (por Huamalíes)     |                  | Raúl Fonseca Espinoza          |                  | Avanzada Regional Independiente Unidos por Huánuco     |
| Consejera Regional de Huánuco (por Huánuco)       |                  | Alexandra Orneta Cabello       |                  | Movimiento Integración Descentralista                  |
| Consejero Regional de Huánuco (por Lauricocha)    |                  | Abner Falcón Dávila            |                  | Avanzada Regional Independiente Unidos por Huánuco     |
| Consejera Regional de Huánuco (por Leoncio Prado) |                  | Yakelin Fernández Cabra        |                  | Avanzada Regional Independiente Unidos por Huánuco     |
| Consejero Regional de Huánuco (por Marañón)       |                  | Franklin Salazar Rodríguez     |                  | Avanzada Regional Independiente Unidos por Huánuco     |
| Consejero Regional de Huánuco (por Pachitea)      |                  | Jonel Beraún Simón             |                  | Movimiento Político Frente Amplio Regional Paisanocuna |
| Consejero Regional de Huánuco (por Pachitea)      |                  | Erhuin Quispe Durán            |                  | Movimiento Integración Descentralista                  |
| Consejero Regional de Huánuco (por Puerto Inca)   |                  | Jennry del Águila Clariana     |                  | Movimiento Integración Descentralista                  |
| Consejera Regional de Huánuco (por Puerto Inca)   |                  | Sonia Tolentino Anahuari       |                  | Somos Perú                                             |
| Consejero Regional de Huánuco (por Yarowilca)     |                  | Liber Fabián Cabello           |                  | Movimiento Integración Descentralista                  |